# Kupinik
Kupinik (cyr. Купиник) – wieś w Serbii, w Wojwodinie, w okręgu południowobanackim, w gminie Plandište. W 2011 roku liczyła 238 mieszkańców.